# Gautor (Mainz)

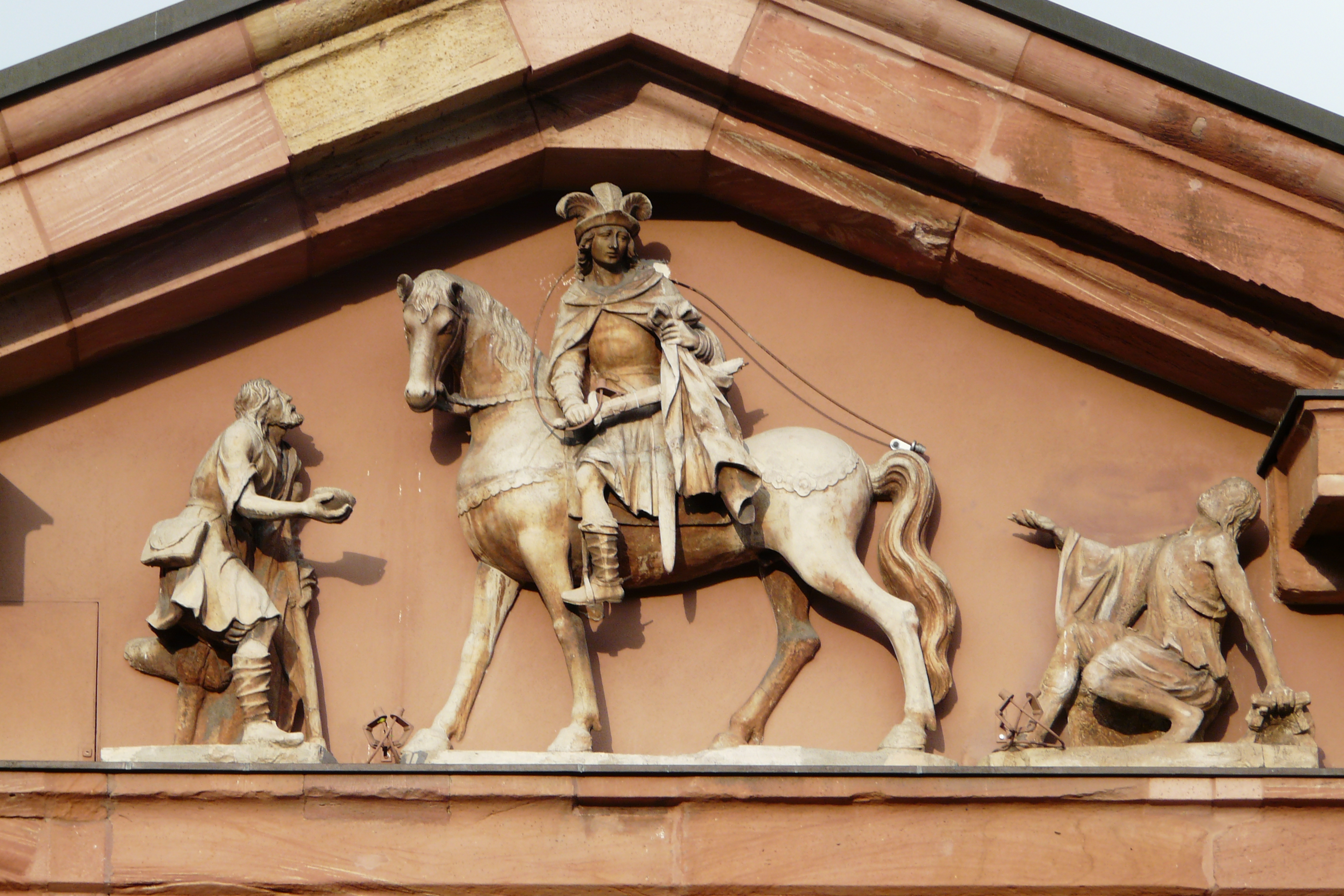
Das Giebelbild an der Fassade des ehemaligen äußeren Gautors.

Das Gautor in Mainz war Teil des in den 1650er Jahren angelegten Festungsrings um die Stadt. Das Tor war einer der wichtigsten Zugänge nach Mainz und wurde erst 1896 abgebrochen. 1998 wurde in der Nähe des ursprünglichen Standorts die erhalten gebliebene Schaufassade der äußeren Seite des Gautors wieder aufgestellt.

## Heutiges Aussehen

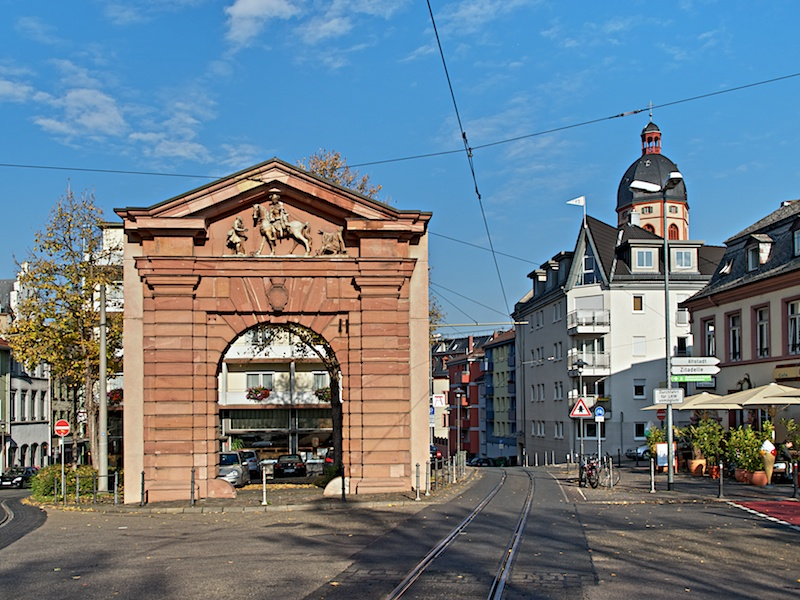
Die Fassade der ehemaligen Außenseite des Gautors in Mainz 2011

Das aus dem 17. Jahrhundert stammende Festungstor war sowohl nach innen zur Stadt hin, als auch nach außen zum Umland hin mit einer im Barock-Stil verzierten Schaufassade aus rotem Sandstein versehen. Die erhalten gebliebene äußere Gautorfassade zeigt im Giebel eine Skulpturengruppe mit dem Heiligen Martin und zwei Bettlern. Seit 2002 sind am Gautor nur noch Nachbildungen zu sehen, die Originale der Gruppe stehen heute im Landesmuseum Mainz.
Die Figur des Heiligen Martin ist hoch zu Pferd mit Federhut, Brustharnisch und Schnürstiefeln in dem Moment dargestellt, als er seinen übergeworfenen Mantel mit dem Schwert teilt. Sein Blick ist nach hinten gerichtet, wo (vom Betrachter aus rechts gesehen) ein am Boden kauernder Bettler seine Hand ausstreckt. Vor Reiter und Pferd (vom Betrachter aus links) steht ein zweiter Bettler mit einem Holzbein und einer Krücke, der ebenfalls seine Hand um Hilfe bittend ausstreckt. Die drei Figuren mit dem hoch aufragenden Heiligen Martin auf einem Pferd in der Mitte und den beiden Bettlern zu seinen Seiten wiederholen die dreieckige Form des nach oben spitz zulaufenden Giebels.
Unter dem Giebel und der Skulpturengruppe direkt über der Mitte des Torbogens befindet sich ein Wappenschild, das jetzt aber leer ist. Früher war hier das Wappen des Mainzer Kurfürsten angebracht (→Mainzer Rad). Darunter ist die Jahreszahl 1670 zu lesen.

## Geschichte
Das Mainzer Gautor trägt diesen Namen, weil es einst als Verbindung von der Stadt zum Gau (althochdeutsch für Landschaft) diente. Vorläufer des Gautors war die sogenannte Gaupforte, die seit dem 13. Jahrhundert als Teil der mittelalterlichen Stadtmauer nachweisbar ist, aber vermutlich schon früher bestanden hat.

### Gaupforte
Neben dem Münstertor war die Gaupforte der wichtigste Zugang nach Mainz. Sie bestand eigentlich aus einer inneren, einer mittleren und einer äußeren Pforte, wobei innere und äußere Pforte einen Abstand von rund 150 Metern hatten. Die äußere Gaupforte wurde durch den vermutlich in den 1370er Jahren errichteten Martinsturm zusätzlich gesichert, die mittlere Pforte seit 1438 durch den Brückenturm. Trotz dieser guten Befestigung gelang es am 28. Oktober 1462 während der Mainzer Stiftsfehde den feindlichen Truppen von Adolf II. von Nassau, an der Gaupforte in die Stadt einzudringen. Mainz verlor durch diese Niederlage seinen Status als Freie Stadt. Im Dreißigjährigen Krieg zogen hier am 23. Dezember 1631 die schwedischen Truppen unter König Gustav Adolf in Mainz ein und hielten die Stadt bis Anfang 1636 besetzt. Während dieser Schwedenzeit wurde wie die übrige Stadtmauer auch das Vorfeld der Gaupforte mit Erdwällen zusätzlich abgesichert.

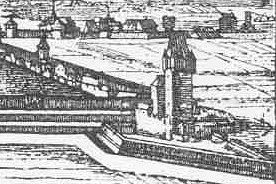
Die Gaupforte in Mainz in der Schwedenzeit – im Vordergrund verstärken Erdwälle die mittelalterliche Stadtmauer (Detail einer Stadtansicht von Westen aus der Topographia Archiepiscopatuum Moguntinensis, Trevirensis et Coloniensis von Matthäus Merian dem Jüngeren).
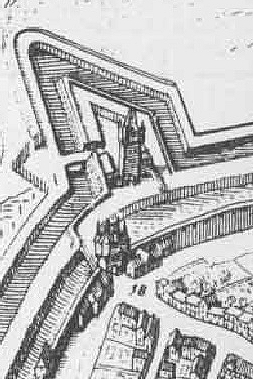
Innere und äußere Gaupforte mit verstärkenden Erdwällen (Detail einer Karte von 1637 aus demselben Werk).
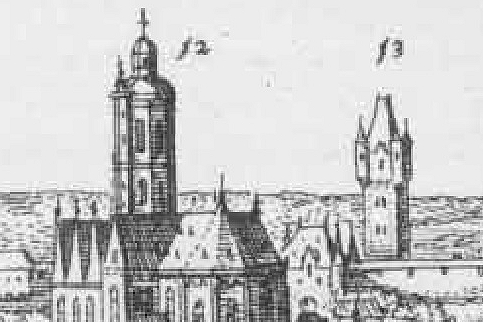
Links die Stephanskirche, rechts der Martinsturm der Gaupforte in Mainz (Detail einer Stadtansicht von Osten aus demselben Werk).

### Festungstor

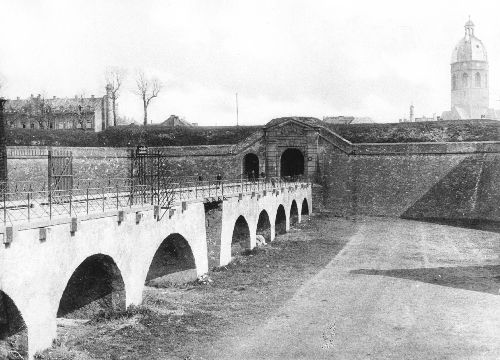
Die Außenseite des Gautors der Festung Mainz um 1890.

Nach Ende des Dreißigjährigen Krieges wurde in den 1650er Jahren unter dem Mainzer Kurfürsten Johann Philipp von Schönborn die mittelalterliche Stadtmauer zu einem bastionären Festungsring ausgebaut. Zwischen den beiden neuen Bastionen Philipp und Martin wurde ein gemauerter Querwall angelegt, in dem es anstelle der Gaupforte eine neue Durchfahrt gab. Für dieses Gautor mussten die innere und mittlere Gaupforte samt Brückenturm weichen. Der Martinsturm (oder auch Pulverturm) blieb zunächst innerhalb der Bastion Martin erhalten. (Er wurde aber am 18. November 1857 bei der Explosion eines benachbarten Pulvermagazin zerstört). Vor der äußeren Seite des neuen Gautors lag eine steinerne Brücke, die einen Wassergraben überwand. 
Nach der mittelalterlichen Gaupforte war auch das Gautor einer der wichtigsten Zugänge zur Stadt. Nach der Judenordnung von 1671 durften Juden damals Mainz nur durch dieses Tor betreten oder verlassen. Am 21. Oktober 1792 und am 30. Dezember 1797 zogen hier französische Revolutionstruppen nach Mainz ein. Erst im Jahr 1896 wurden das Gautor und die dortigen Befestigungen abgebrochen sowie der davor gelegene Graben zugeschüttet, um die Erweiterung der Stadt zu ermöglichen und ein Verkehrshindernis zu beseitigen.

### Baudenkmal
Vom Gautor ist nur die Schaufassade der äußeren Torseite von 1670 erhalten geblieben und auch diese Überreste wurden nur durch Proteste von Mainzer Bürgern vor der Zerstörung bewahrt. Die Überreste des Tors wurden zunächst im Hof des heutigen Frauenlobgymnasiums aufgestellt. Ab 1962 standen sie in der Grünanlage am Fichteplatz. 1998 schließlich wurden die Überreste des Gautors in der Nähe seines ursprünglichen Standorts wieder aufgestellt.